# Ferdinando Ruggieri

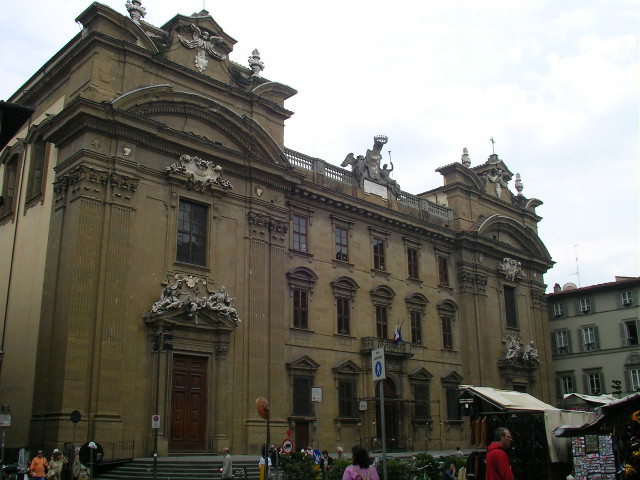
Il Complesso di San Firenze, Firenze

Ferdinando Ruggieri, anche Ruggeri (Firenze, 1691 – Firenze, 27 giugno 1741), è stato un architetto italiano, tra i protagonisti del periodo barocco a Firenze.

## Biografia
Il suo capolavoro è la facciata del complesso di San Firenze (1715), ma lavorò anche al Palazzo Bastogi, già Capponi, al Palazzo di Gino Capponi per i fratelli Scipione e Francesco Maria Capponi verso il 1740.
Fu incaricato inoltre della ricostruzione della chiesa di Santa Felicita (dal 1735) e costruì il misurato campanile di San Lorenzo (1740).
Lavorò anche a Siena (ricostruzione di Palazzo Sansedoni) e a Empoli, dove curò una ricostruzione della Collegiata di Sant'Andrea, per la quale completò la facciata in bicromia marmorea, mantenendo fedelmente lo stile romanico toscano (o proto-rinascimentale) della parte inferiore (1736).

## Opere letterarie
- Studio d'architettura civile sopra gli ornamenti di porte e finestre colle misure, piante, modini, e profili tratte da alcune fabbriche insigni di Firenze erette col disegno de' più celebri architetti, 3 voll., Firenze, 1722-1728.
- Scelta di architetture antiche e moderne della città di Firenze (edizione seconda pubblicata ed ampliata in quattro volumi da Giuseppe Bouchard), Firenze, 1755.

## Altre immagini

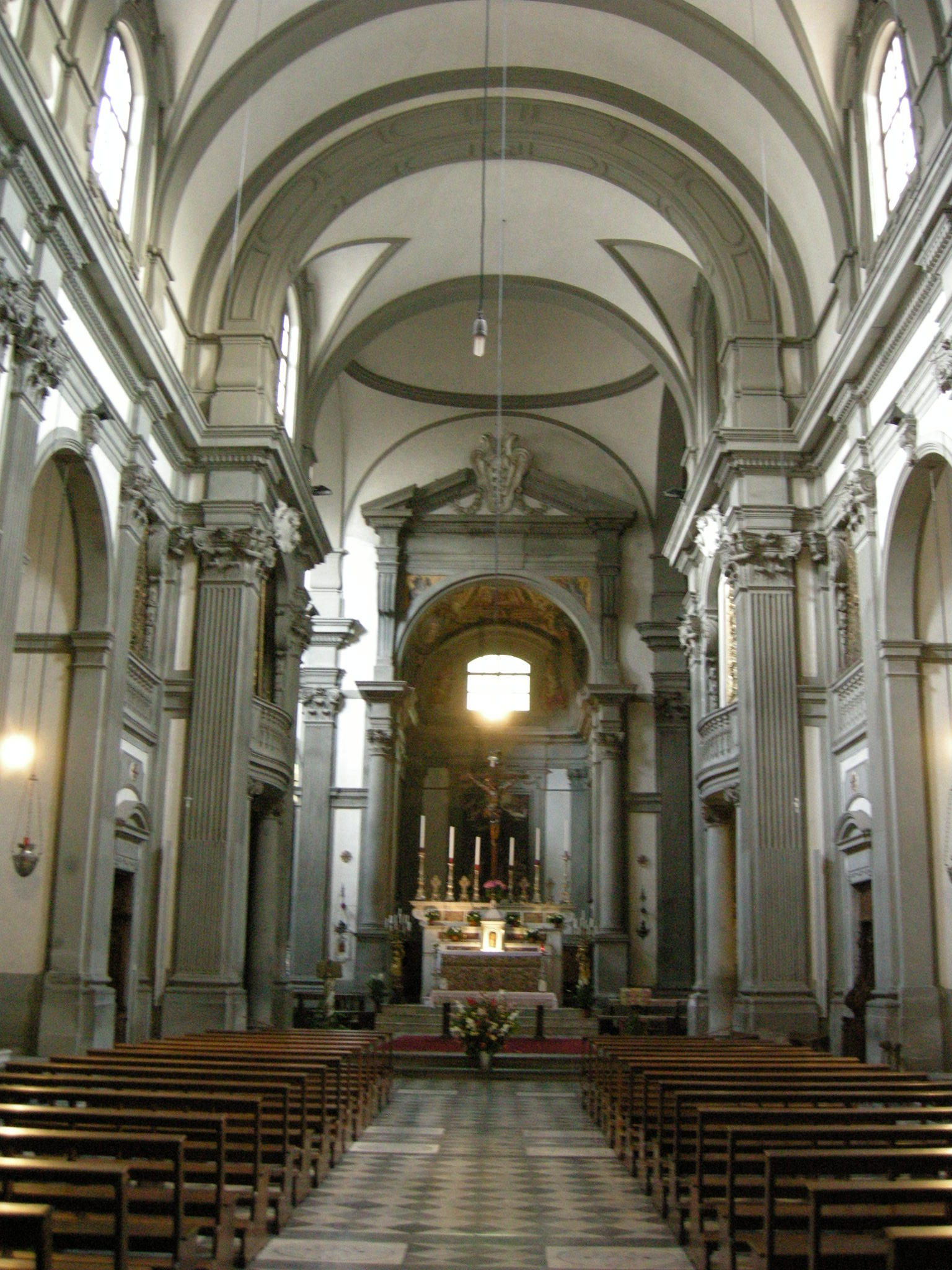
Interno di Santa Felicita, Firenze
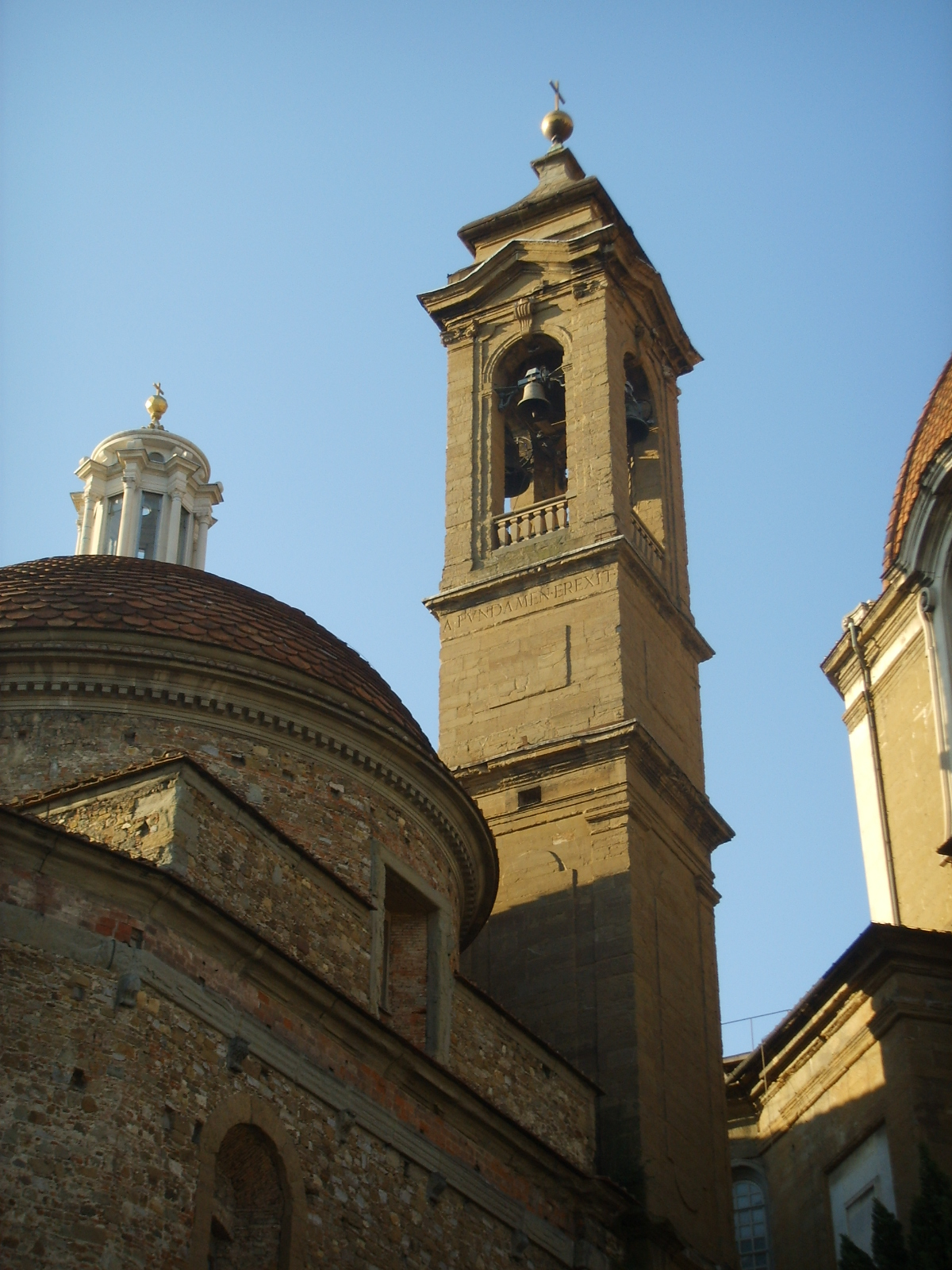
Il campanile di San Lorenzo, Firenze
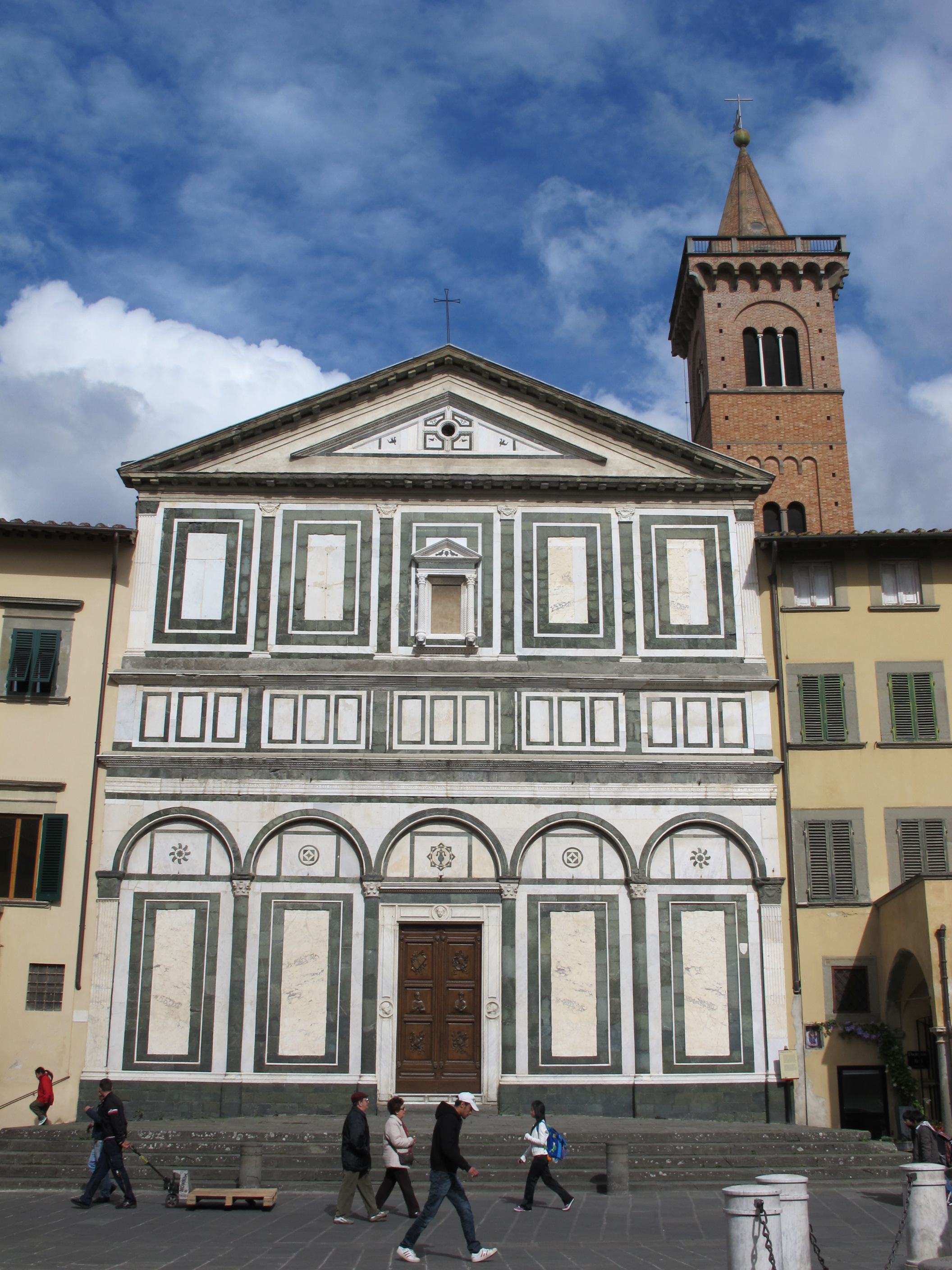
La facciata della collegiata di Empoli